# 加藤条治
加藤条治（日语：／ Katō Jōji，1985年2月6日—），日本男子速度滑冰运动员。他曾代表日本参加2006年、2010年、2014年和2018年冬季奥林匹克运动会速度滑冰比赛，其中2010年冬季奥运会获得一枚铜牌。